# 吉尾ランプ
吉尾ランプ（よしおランプ）とは、兵庫県神戸市北区にある六甲北有料道路のランプ。

## 道路
- 六甲北有料道路（兵庫県道95号灘三田線） (06)

## 接続する道路
- 兵庫県道38号三木三田線
- 兵庫県道82号大沢西宮線

## 周辺
- ダンロップゴルフコース
- 神有カントリー倶楽部
- 神戸電鉄三田線 田尾寺駅
- 兵庫県警 有馬警察署

## 隣
六甲北有料道路（北神バイパス）
柳谷JCT/ランプ - 吉尾ランプ - 神戸北IC - 大沢IC